# 格利可夫石鳖
格利可夫石鳖（学名：Stenosemus golikovi），是新石鳖目薄石鳖科Stenosemus属的一种。主要分布于台湾，常栖息在浅海沙底。